# Colli Euganei bianco spumante
Le Colli Euganei bianco spumante est un vin effervescent blanc italien de la région Vénétie doté d'une appellation DOC depuis le 16 aout 1995. Seuls ont droit à la DOC les vins blancs récoltés à l'intérieur de l'aire de production définie par le décret. 

## Aire de production
Les vignobles autorisés se situent en province de Padoue dans les communes de Arquà Petrarca, Galzignano Terme, Torreglia et en partie dans les communes de Abano Terme, Montegrotto Terme, Battaglia Terme, Due Carrare (San Giorgio), Monselice, Baone, Este, Cinto Euganeo, Lozzo Atestino, Vò, Rovolon, Cervarese Santa Croce, Teolo et Selvazzano Dentro dans les Monts Euganéens. Le vignoble Bagnoli di Sopra est à quelques kilomètres. La région est située au sud-ouest de Padoue. La superficie plantée de vignes est de 1 300 hectares.
Voir aussi l’article Colli Euganei bianco et Colli Euganei bianco secco spumante.

## Caractéristiques organoleptiques
- couleur : jaune paille
- odeur : vineux, agréable, caractéristique,
- saveur : sec ou doux, fin, velouté

Le Colli Euganei bianco spumante se déguste à une température de 6 à 8 °C et se boit jeune.

## Production
Province, saison, volume en hectolitres :
- pas de données disponibles